# Línea 3 (Urbanos de Pozuelo de Alarcón)
La línea 3 de la red de autobuses urbanos de Pozuelo de Alarcón es una línea circular que bordea la ciudad en el sentido contrario al de las agujas del reloj. El sentido contrario lo proporciona la línea 2.

## Características
La línea no mantiene los mismos horarios todo el año, durante el mes de agosto se reducen el número de expediciones los días laborables entre semana (sábados laborables, domingos y festivos tienen los mismos horarios todo el año), además de los días excepcionales vísperas de festivo y festivos de Navidad en los que los horarios también cambian y se reducen.
La línea circula exclusivamente por el término municipal de Pozuelo de Alarcón. Como bien se expresa en la numeración interna del CRTM, recibe el número 3115. El primer dígito corresponde a la línea, en este caso la línea 3. Y los últimos tres dígitos corresponden al municipio por el que circula, en este caso 115 corresponde al municipio de Pozuelo de Alarcón.
Está operada por Avanza Movilidad Integral mediante la concesión administrativa VCM-601 - Madrid – Pozuelo de Alarcón –  Majadahonda – Alcorcón (Viajeros Comunidad de Madrid) del Consorcio Regional de Transportes de Madrid.

## Horarios
| 1 septiembre - 31 julio    | 1 septiembre - 31 julio                 | 1 - 31 agosto              | 1 - 31 agosto                           |
| Lunes a viernes laborables | Sábados laborables, domingos y festivos | Lunes a viernes laborables | Sábados laborables, domingos y festivos |
| 07:20                      | 08:00                                   | 07:40                      | 08:00                                   |
| 07:36                      | 08:44                                   | 08:03                      | 08:44                                   |
| 07:52                      | 09:28                                   | 08:26                      | 09:28                                   |
| 08:08                      | 10:12                                   | 08:49                      | 10:12                                   |
| 08:24                      | 10:56                                   | 09:12                      | 10:56                                   |
| 08:40                      | 11:40                                   | 09:35                      | 11:40                                   |
| 08:56                      | 12:24                                   | 09:58                      | 12:24                                   |
| 09:12                      | 13:08                                   | 10:21                      | 13:08                                   |
| 09:28                      | 13:52                                   | 10:44                      | 13:52                                   |
| 09:44                      | 14:36                                   | 11:07                      | 14:36                                   |
| 10:00                      | 15:20                                   | 11:30                      | 15:20                                   |
| 10:16                      | 16:04                                   | 11:53                      | 16:04                                   |
| 10:32                      | 16:48                                   | 12:16                      | 16:48                                   |
| 10:48                      | 17:32                                   | 12:39                      | 17:32                                   |
| 11:04                      | 18:16                                   | 13:02                      | 18:16                                   |
| 11:20                      | 19:00                                   | 13:25                      | 19:00                                   |
| 11:36                      | 19:44                                   | 13:48                      | 19:44                                   |
| 11:52                      | 20:28                                   | 14:11                      | 20:28                                   |
| 12:08                      | 21:12                                   | 14:34                      | 21:12                                   |
| 12:24                      | 21:56                                   | 14:57                      | 21:56                                   |
| 12:40                      | 22:40                                   | 15:20                      | 22:40                                   |
| 12:56                      | 23:24                                   | 15:43                      | 23:24                                   |
| 13:12                      |                                         | 16:06                      |                                         |
| 13:28                      | 16:29                                   |                            |                                         |
| 13:44                      | 16:52                                   |                            |                                         |
| 14:00                      | 17:15                                   |                            |                                         |
| 14:16                      | 17:38                                   |                            |                                         |
| 14:32                      | 18:01                                   |                            |                                         |
| 14:48                      | 18:24                                   |                            |                                         |
| 15:04                      | 18:47                                   |                            |                                         |
| 15:20                      | 19:10                                   |                            |                                         |
| 15:36                      | 19:33                                   |                            |                                         |
| 15:52                      | 19:56                                   |                            |                                         |
| 16:08                      | 20:19                                   |                            |                                         |
| 16:24                      | 20:42                                   |                            |                                         |
| 16:40                      | 21:05                                   |                            |                                         |
| 16:56                      | 21:28                                   |                            |                                         |
| 17:12                      | 21:51                                   |                            |                                         |
| 17:28                      | 22:14                                   |                            |                                         |
| 17:44                      | 22:37                                   |                            |                                         |
| 18:00                      |                                         |                            |                                         |
| 18:16                      |                                         |                            |                                         |
| 18:32                      |                                         |                            |                                         |
| 18:48                      |                                         |                            |                                         |
| 19:04                      |                                         |                            |                                         |
| 19:20                      |                                         |                            |                                         |
| 19:36                      |                                         |                            |                                         |
| 19:52                      |                                         |                            |                                         |
| 20:08                      |                                         |                            |                                         |
| 20:24                      |                                         |                            |                                         |
| 20:40                      |                                         |                            |                                         |
| 20:56                      |                                         |                            |                                         |
| 21:12                      |                                         |                            |                                         |
| 21:28                      |                                         |                            |                                         |
| 21:44                      |                                         |                            |                                         |
| 22:00                      |                                         |                            |                                         |
| 22:16                      |                                         |                            |                                         |
| 22:32                      |                                         |                            |                                         |

Paso por la estación de tren aproximadamente 15 minutos después de su salida de la avenida de Pablo VI. Duración del recorrido circular completo aproximadamente 30 minutos.

## Recorrido y paradas
| Código | Parada                                  | Común con                                                | Conexiones con Metro Ligero y Cercanías |
| ------ | --------------------------------------- | -------------------------------------------------------- | --------------------------------------- |
| 09047  | Av. Pablo VI - París                    | 560 561 561A 561B 562 566 650B 657 657A 658 815 1 2      |                                         |
| 09482  | Portugal - Av. Pablo VI                 | 657 657A                                                 |                                         |
| 06549  | Av. Europa - Holanda                    | 657 657A                                                 |                                         |
| 06860  | Av. Europa - Mónaco                     | 657 657A                                                 |                                         |
| 20778  | Av. Europa - Ctra. de Húmera            | 657 657A                                                 |                                         |
| 09494  | Av. Europa - Finlandia                  | 657 657A 658A                                            |                                         |
| 09480  | Av. Europa - Est. Avenida Europa        | 657 657A 658A                                            | Avenida de Europa                       |
| 16789  | Av. Europa - Alemania                   | 657A 658A                                                |                                         |
| 16792  | Av. Europa - Inglaterra                 | 657A 658A                                                |                                         |
| 16793  | Av. Europa - América                    | 657                                                      |                                         |
| 04882  | Av. Europa - Colonia Valdecahonde       | 657                                                      |                                         |
| 09336  | Av. Europa - Est. Berna                 | 657                                                      | Berna                                   |
| 07505  | Av. Comunidad de Madrid - Est. Berna    | 657                                                      |                                         |
| 09495  | San José Obrero - Júpiter               |                                                          |                                         |
| 06457  | San José Obrero - Colegio               |                                                          |                                         |
| 06458  | Caridad - San José Obrero               |                                                          |                                         |
| 17736  | Caridad - Estación                      |                                                          |                                         |
| 06296  | Pza. Estación - Est. Pozuelo            | 563 658                                                  | Pozuelo                                 |
| 06278  | Av. Juan XXIII - Severo Mª Agustín      | 560 563 656 815                                          |                                         |
| 09052  | C.º Huertas - Cruz Roja                 | 560 650A 656 815                                         |                                         |
| 09379  | C.º Huertas - Policía Nacional          | 562 564 656A                                             |                                         |
| 19420  | C.º Huertas - Parque Fuente de la Salud | 562 564 656A                                             |                                         |
| 06475  | C.º Huertas - Polideportivo             | 562 564 656A                                             |                                         |
| 10502  | C.º Huertas - Colegio                   | 562 564 656A                                             |                                         |
| 06476  | C.º Huertas - Casa de Cultura           | 562 564 656A                                             |                                         |
| 18369  | Campomanes - Ctra. Majadahonda          | 562 564 656 656A                                         |                                         |
| 06478  | Antonio Becerril - Javier Fdez. Golfín  | 561 561A 561B 562 564 566 650B 656 656A 657              |                                         |
| 06445  | Antonio Becerril - Ayuntamiento         | 561 561A 561B 562 564 566 650B 656 656A 657 657A 815 1 2 |                                         |
| 08700  | Ctra. Carabanchel - Cirilo Palomo       | 561 561A 561B 562 564 566 650B 657 657A 658 815 1        |                                         |
| 13211  | San Juan de la Cruz - C.º Alcorcón      | 564 657                                                  |                                         |
| 13193  | C.º Alcorcón - Cementerio               | 564 1                                                    |                                         |
| 13195  | P.º Club Deportivo - Ciudad Deportiva   | 564 1                                                    |                                         |
| 19879  | Ciudad Deportiva Valle de las Cañas     | 1 2                                                      |                                         |
| 19877  | Centro Deportivo Municipal              | 2                                                        |                                         |
| 19878  | Ciudad Deportiva Valle de las Cañas     | 1 2                                                      |                                         |
| 13197  | P.º del Río - Parque de Bomberos        | 564                                                      |                                         |
| 08716  | Ctra. M502 - Est. Pozuelo Oeste         | 560 561 561B 562 658                                     | Pozuelo Oeste                           |
| 08698  | Ctra. M502 - Antena Radio Madrid        | 560 561 561B 562 658                                     |                                         |
| 06884  | Av. Pablo VI - Rumanía                  | 560 561 561A 561B 562 650B 657 658 815 1                 |                                         |
| 09047  | Av. Pablo VI - París                    | 560 561 561A 561B 562 566 650B 657 657A 658 815 1 2      |                                         |